# Mercer Island
Mercer Island és una població dels Estats Units a l'estat de Washington. Segons el cens del 2000 tenia 22.036 habitants.

## Demografia
Segons el cens del 2000, Mercer Island tenia 22.036 habitants, 8.437 habitatges, i 6.277 famílies. La densitat de població era de 1.333,6 habitants per km².
Dels 8.437 habitatges en un 35,5% hi vivien nens de menys de 18 anys, en un 65,6% hi vivien parelles casades, en un 6,7% dones solteres, i en un 25,6% no eren unitats familiars. En el 22,1% dels habitatges hi vivien persones soles l'11,2% de les quals corresponia a persones de 65 anys o més que vivien soles. El nombre mitjà de persones vivint en cada habitatge era de 2,58 i el nombre mitjà de persones que vivien en cada família era de 3,03.
Per edats la població es repartia de la següent manera: un 26% tenia menys de 18 anys, un 4,2% entre 18 i 24, un 21,2% entre 25 i 44, un 29,9% de 45 a 60 i un 18,7% 65 anys o més.
L'edat mediana era de 44 anys. Per cada 100 dones de 18 o més anys hi havia 88,3 homes.
La renda mediana per habitatge era de 91.904 $ i la renda mediana per família de 110.830 $. Els homes tenien una renda mediana de 82.855 $ mentre que les dones 46.734 $. La renda per capita de la població era de 53.799 $. Aproximadament l'1,9% de les famílies i el 3,2% de la població estaven per davall del llindar de pobresa.

## Poblacions més properes
El següent diagrama mostra les poblacions més properes.